# Hermann Burchardt

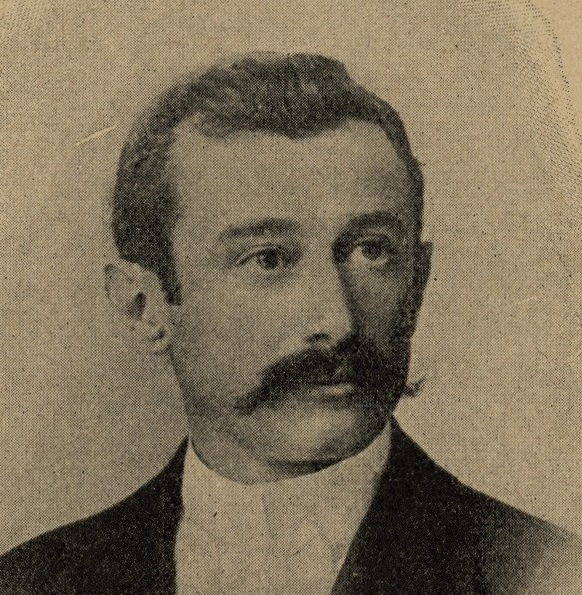

Hermann Burchardt, född den 18 november 1857, död den 19 december 1909, var en tysk forskningsresande.
Burchardt var ursprungligen affärsman, ägande sig senare åt årslånga resor till Italien, Spanien, Lappland, Island, Nordafrika, Palestina, Indien, Australien och Amerika. Han studerade orientaliska språk, särskilt arabiska i Berlin 1890-92 och slog sig därefter ned i Damaskus, där han företog en rad expeditioner i etnografiskt syfte till olika delar av Syrien, Persien, Buchara, Ostafria och framför allt Sydarabien, som han 3 gånger genomreste. På den tredje av dessa resor blev han skjuten av en rövare mellan Mocka och Taiz. Burchardt publicerade inga större vetenskapliga arbeten från sina resor, men de fotografier, med bilder av folkliv, inskrifter och minnesmärken, som senare förvarats i Orientalisches Seminar i Berlin är av stort värde. Burchardts dagböcker från den sista resan utgavs av Eugen Mittwoch, Aus dem Jemen. Herman Burchardts letzte Reise durch Südarabien (1926).